# Borrhålslager
Borrhålslager är ett system för utvinning av geoenergi, anpassad till större byggnader eller industrier som både behöver värme och kyla. I ett borrhålslager kopplas flera tätt liggande borrhål ihop så att en bergvolym innesluts av borrhål. Borrhålen är försedda med kollektorslangar på ett liknande sätt som i system för bergvärme. 
Under vintertid när man tar ut värme ur berget, kyls bergmassan ner några grader. När sedan kylsäsongen börjar i maj hämtas den nu lagrade kylan hem igen som ”frikyla” varvid berget gradvis återuppvärms och blir en förstärkt värmekälla nästkommande vinter. På så sätt återanvänds energin flera gånger. 
Geoenergi med borrhålslager är starkt växande i antal. Beroende på hur stort energibehovet är för byggnaden eller anläggningen som ska värmas och kylas projekteras antalet borrhål. Det finns anläggningar med flera hundra borrhål. Eftersom borrhålen ligger så tätt på en liten yta, går de ofta att anlägga på ytor som blir parkeringsplatser eller garage efteråt. Energibesparingen är normalt 75-85 procent och energifaktorn mellan fyra och sex, det vill säga ur en enhet energi får man fyra till sex gånger så mycket tillbaka.